# Szawry
Szawry (biał. Шаўры) – wieś na Białorusi, na Wileńszczyźnie, w obwodzie grodzieńskim, w rejonie werenowskim; w latach 1921–1939 (formalnie do 1945) w II Rzeczypospolitej, w województwie nowogródzkim, w powiecie lidzkim, w gminie Raduń.
W 1784 w Szawrach urodził się Teodor Narbutt.

## Linki zewnętrzne

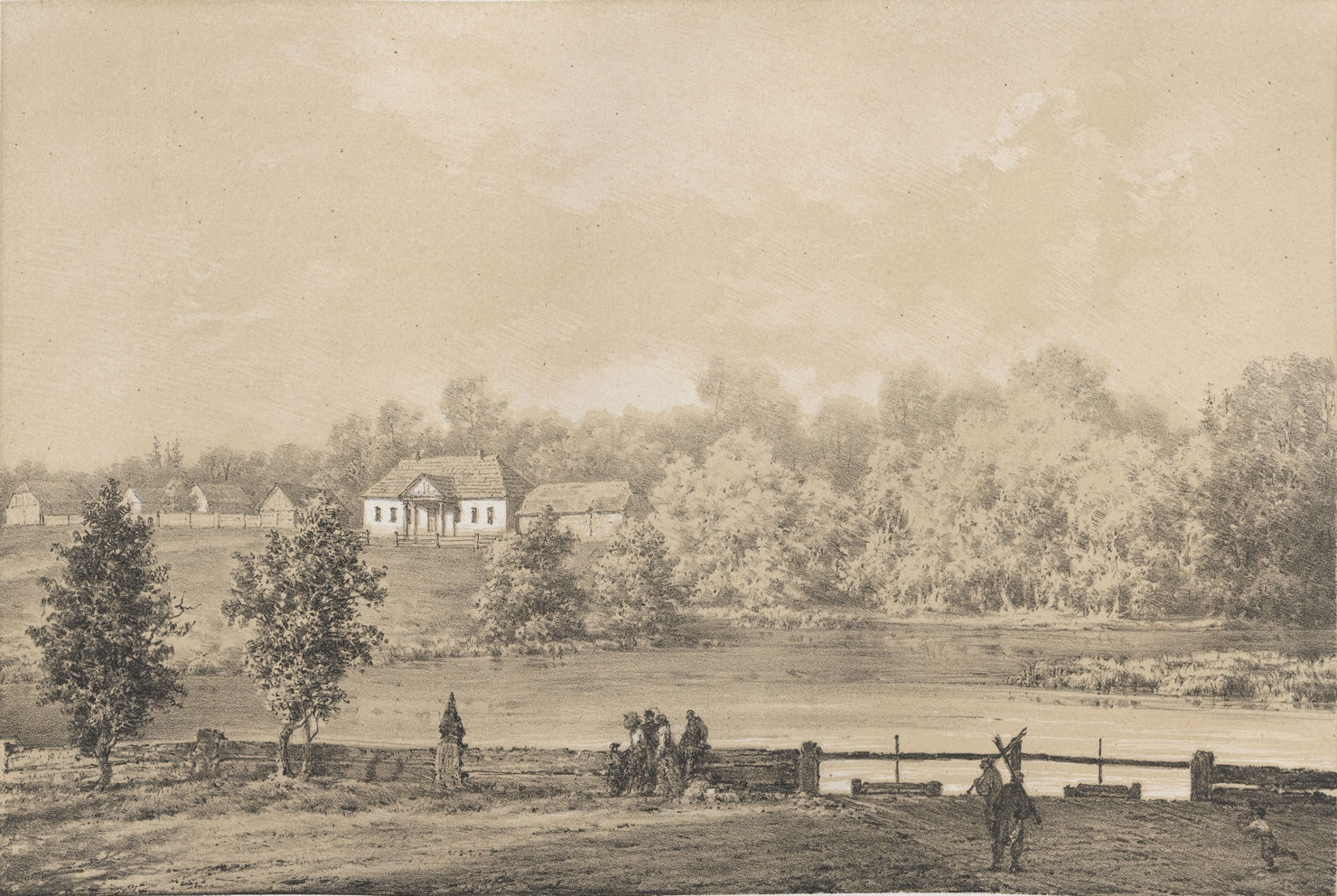
Szawry z dworkiem Ostyk-Narbuttów na rysunku Napoleona Ordy z 1877